# Parque Amazônico da Guiana
Parque Amazônico da Guiana (em francês:  Parc amazonien de Guyane) é o maior parque nacional da França. Visa proteger parte da floresta amazônica localizada na Guiana Francesa, que abrange 41% da região. É o maior parque da França, bem como o maior parque da União Europeia e um dos maiores parques nacionais do mundo. O parque não pode ser acessado a partir da praia ou por qualquer outro meio que não seja avião ou piroga.
A área protegida abrange cerca de 20 300 km² para a área central (onde a proteção total é aplicada) e 13 600  km² para a área secundária. Assim, a área protegida total representa cerca de 33 900  km² de floresta pluvial. O parque foi construído em territórios pertencentes às comunas de Camopi, Maripasoula, Papaïchton, Saint-Élie e Saül.

## História
No marco da Cúpula da Terra no Rio de Janeiro em 1992, o projeto de um parque nacional na Guiana Francesa foi iniciado em 4 de junho de 1992, com o impulso dado por François Mitterrand. Foi formalizado por meio de um projeto de acordo assinado pelos presidentes do conselho geral e do conselho regional da Guiana Francesa, e também pelos ministros franceses do Meio Ambiente, dos Departamentos e Territórios Ultramarinos e da Agricultura e Florestas . Em seguida, em 1993, foi criada a Missão para a Criação do Parque Nacional da Guiana Francesa.
Um primeiro projeto foi proposto no final de 1995, mas foi rejeitado em dezembro de 1997.
Em 21 de junho de 1998, o acordo Twenké levou ao reconhecimento dos direitos dos indígenas ameríndios e dos bsinengue (maroons) que vivem dentro dos limites do futuro parque.
O projeto final foi apresentado no início de 2006. Em 6 de março de 2006, foi publicado no Diário Oficial da República Francesa o decreto relativo ao projeto do parque nacional em consideração. Dentro dele, o nome do parque nacional foi mudado para Parque Amazônico da Guiana.
A criação do parque foi efetivada por decreto em 28 de fevereiro de 2007, apesar da relutância de vários protagonistas envolvidos (conselho geral e regional da Guiana Francesa). O corpo diretivo do parque se reuniu pela primeira vez em 7 de junho de 2007.

## Organização

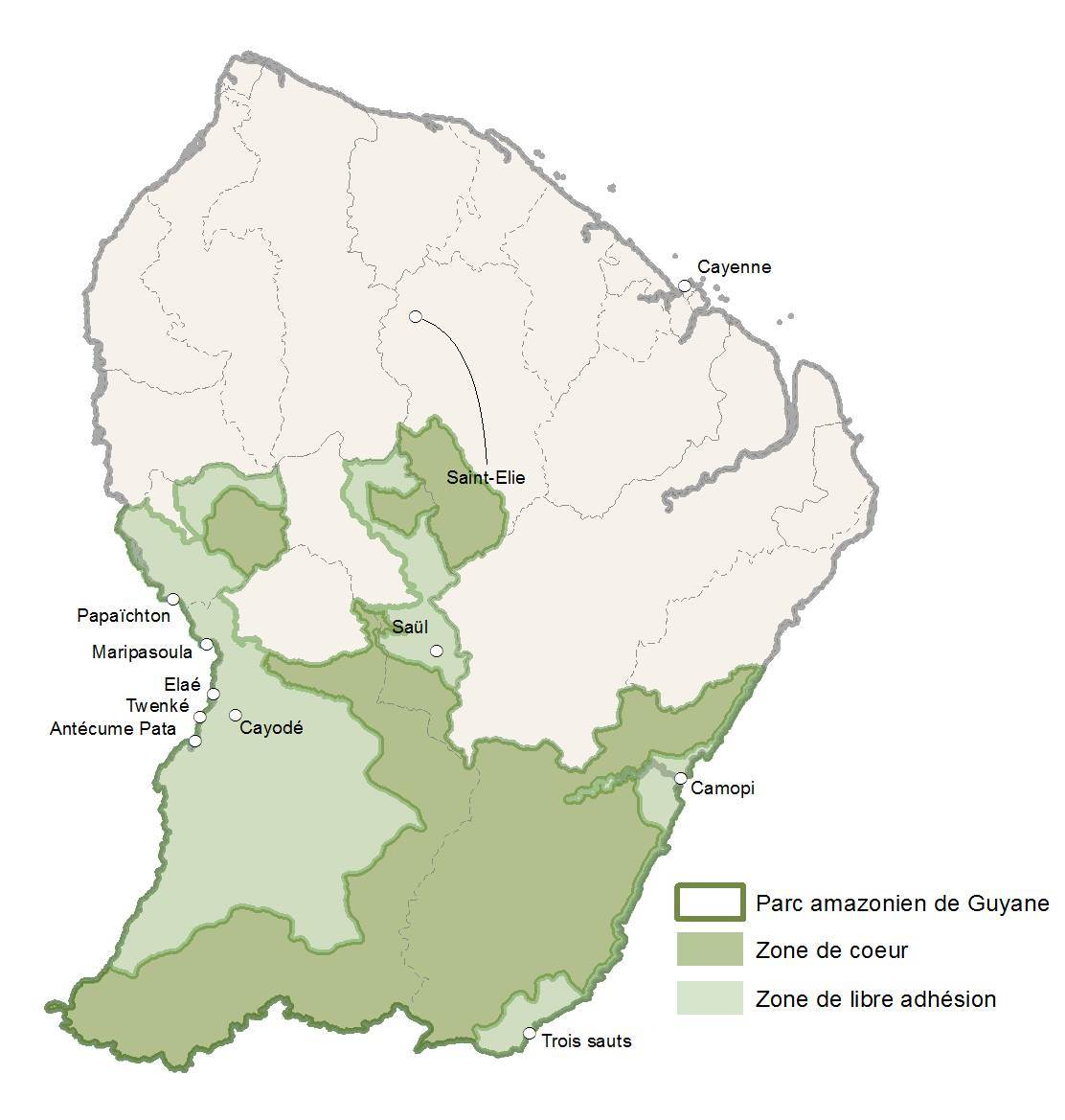
Mapa do parque (verde)

O parque é um établissement public à caractère administratif (EPA), uma entidade jurídica de direito público cujo órgão central é o conselho de administração, apoiado por um conselho científico e um comitê de vida local.
Dentro da área central de 20 300 km², a proteção máxima é aplicada e a mineração de ouro é estritamente proibida. No entanto, as terras das tribos Aluku, Uaianas, Oiampis e Teko em Camopi, Maripasoula e Papaïchton não pertencem a esta área central, apesar do pedido feito por estes ameríndios antes da criação efetiva do parque. Os Teko consideraram isto uma restrição de seu livre movimento e os Aluku se opuseram às restrições às suas áreas sagradas.
Junto ao Parque Nacional Montanhas do Tumucumaque (que tem uma superfície semelhante à da Suíça, cobrindo cerca de 38 800 km² quadrados no Brasil), o Parque Amazônico da Guiana representa a maior área protegida de floresta pluvial do mundo.

## Missões
Além das missões geralmente atribuídas aos parques nacionais, o parque nacional da Guiana deve "contribuir para o desenvolvimento das comunidades de habitantes que tradicionalmente vivem da floresta, levando em conta seu modo de vida tradicional, e participar de uma série de conquistas e melhorias de ordem social, econômica e cultural no âmbito do projeto de desenvolvimento sustentável definido pela carta do parque nacional".
A ação do estabelecimento público e de seus parceiros é realizada no âmbito de uma carta, um documento estratégico, aprovado por decreto de 28 de outubro de 2013.
O parque faz parte do projeto RENFORESAP (Renforcer le réseau des aires protégées du plateau des Guyanes), em associação com a Comissão de Áreas Protegidas da Guiana e os Ministérios de Desenvolvimento Regional e de Gestão de Recursos Terrestres e Florestais do Suriname, com o objetivo de alcançar uma melhor proteção da área e de sua biodiversidade até 2020 através de intercâmbios e um melhor diálogo entre estas organizações.

## Espécies presentes
O parque tem 1 200 espécies de árvores (de um total de 1 700 na Guiana), sendo as mais numerosas as Lecythidaceae, Sapotaceae, Fabaceae, Burseraceae, Chrysobalanaceae e Lauraceae. Ela cobre uma grande área e inclui vários tipos de floresta com espécies diferentes, de modo que as áreas mais secas no sul contêm lianas e bambus, bem como membros da família Burseraceae, enquanto outras áreas mais úmidas contêm principalmente palmeiras de sub-bosque.
A vida selvagem do parque inclui 90 espécies de anfíbios, 133 répteis, 520 aves e 182 mamíferos (incluindo muitas espécies de morcegos), bem como 200 espécies de peixes de água doce. Entre as espécies ameaçadas que foram consideradas prioritárias para os esforços de conservação estão o Anomaloglossus degranvillei e o cuxiú-preto.

## Galeria

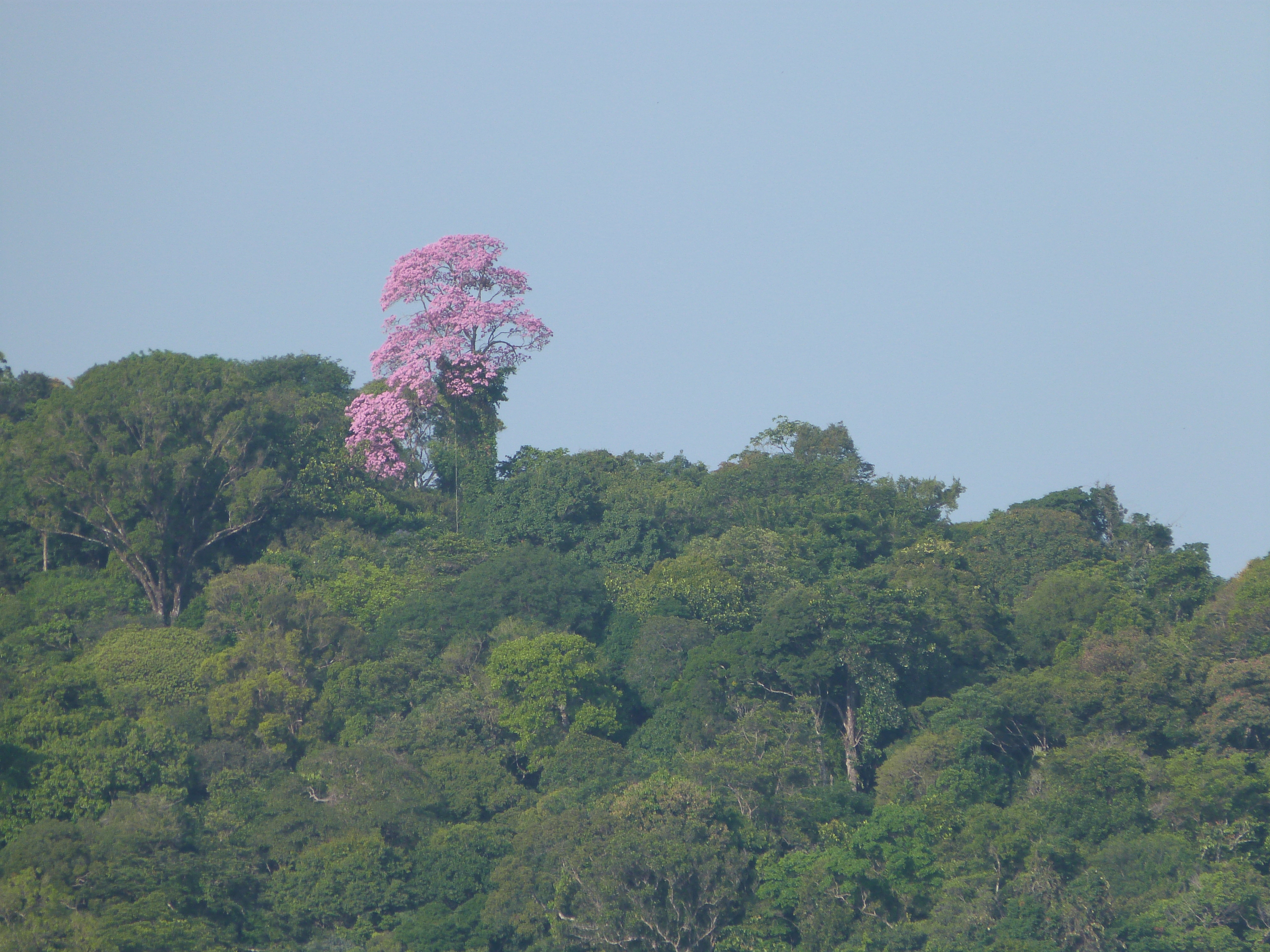
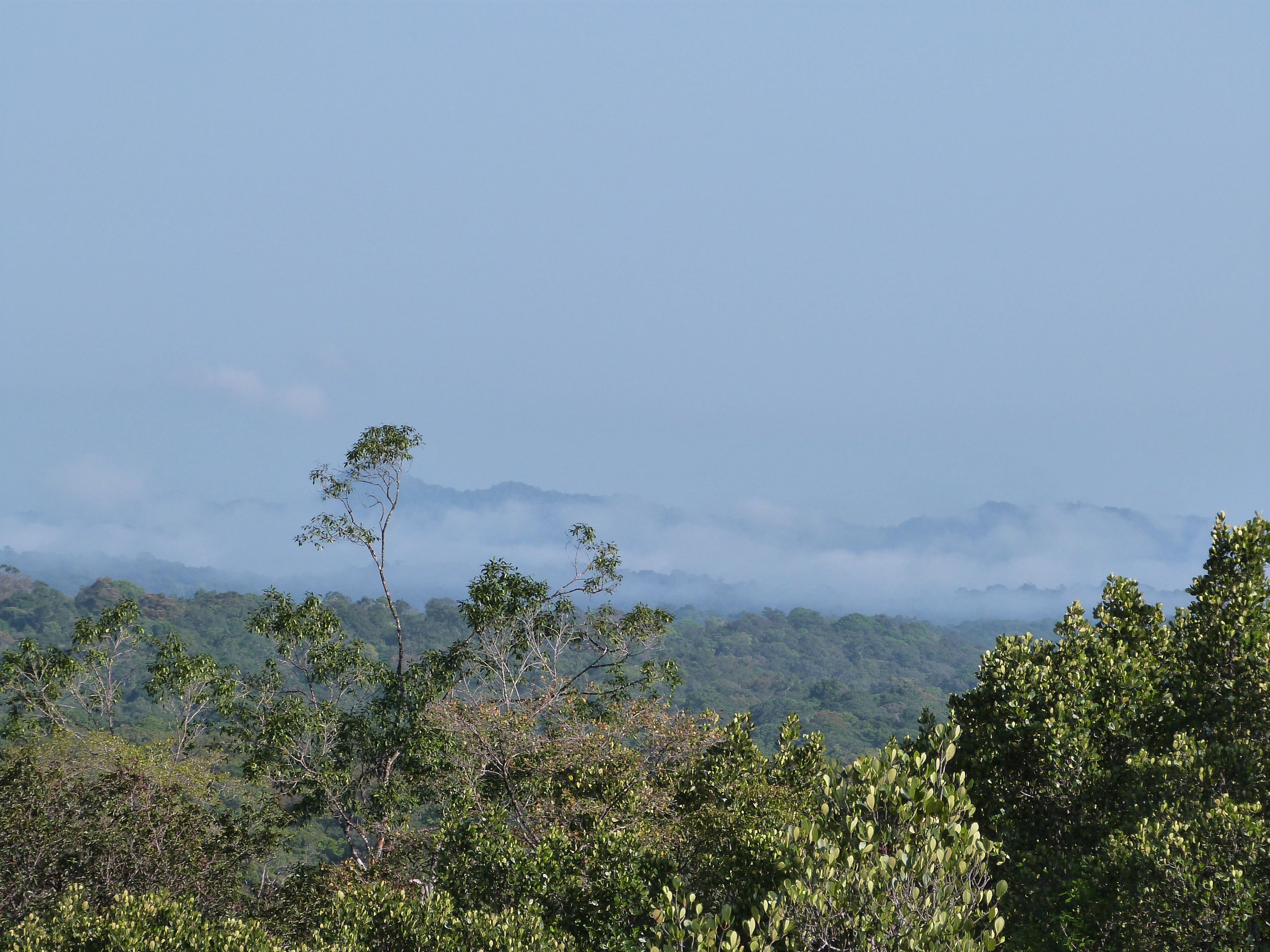
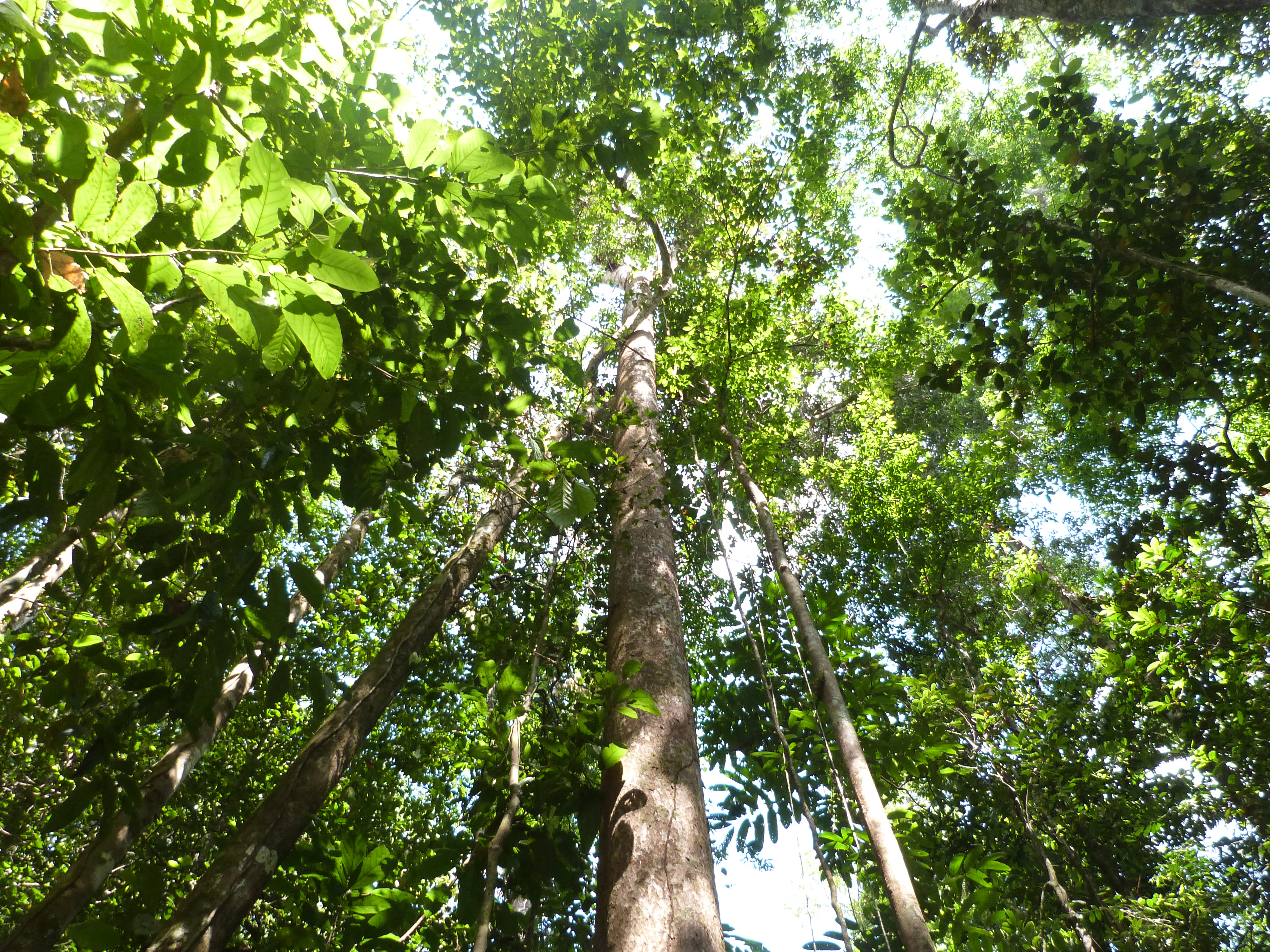
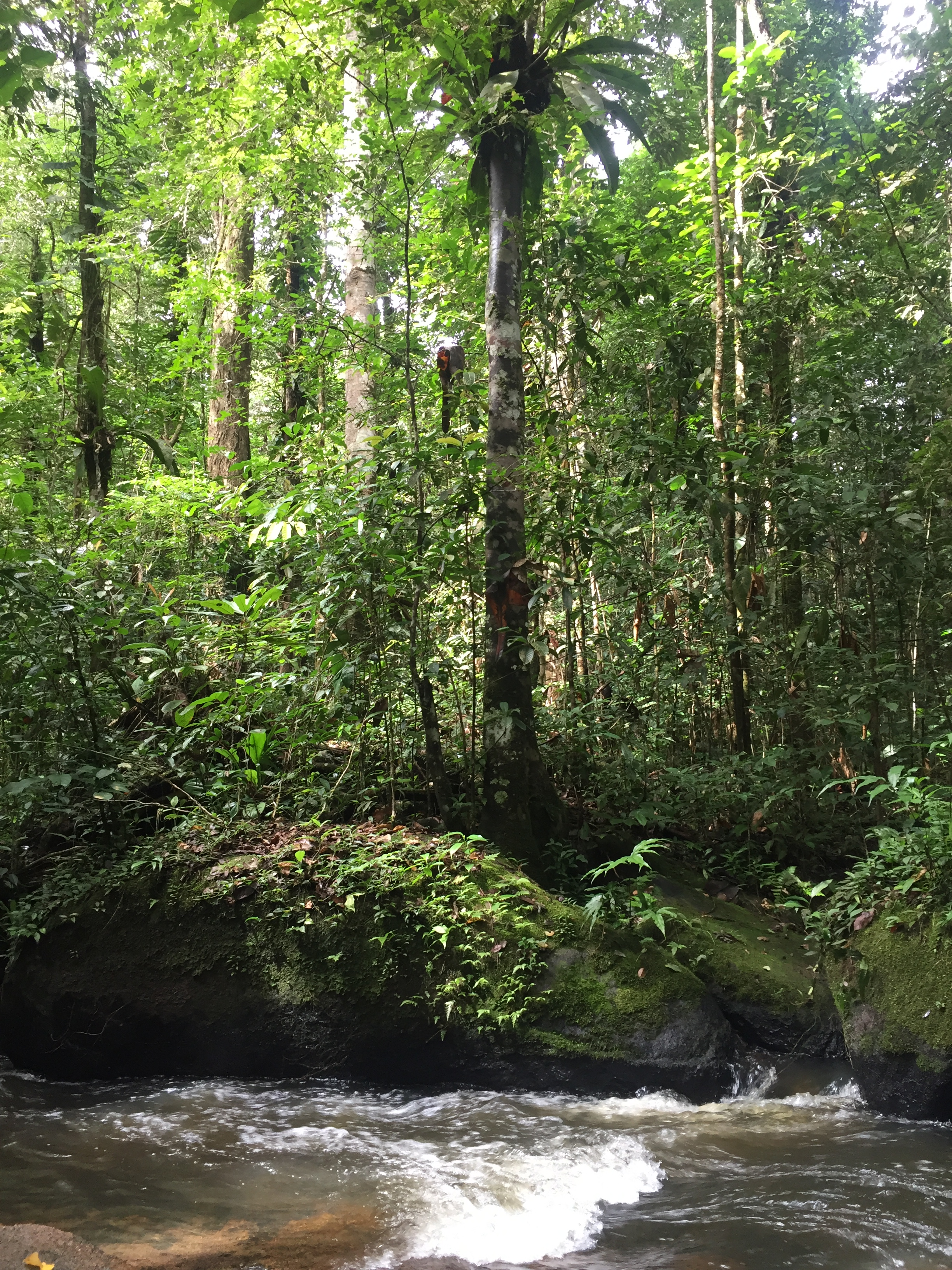
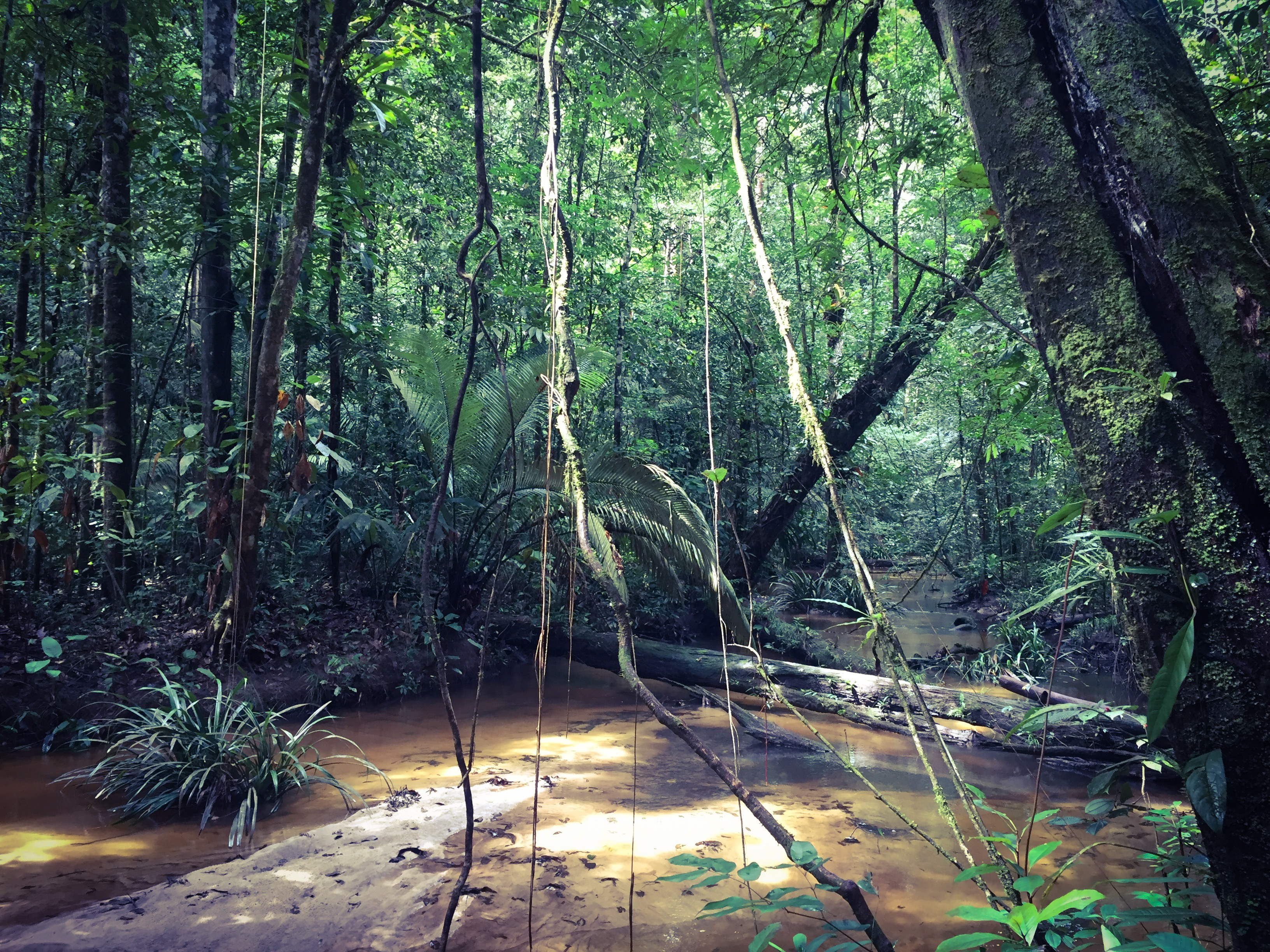
Caminhada no Parque Amazônico da Guiana, em Saül